# Brastavățu
Brastavățu is een Roemeense gemeente in het district Olt.
Brastavățu telt 4953 inwoners.